# Guadalquivirmoerassen
De Guadalquivirmoerassen (Spaans: Marismas del Guadalquivir of Las Marismas) is een Spaans natuurgebied in de provincie Sevilla.
Het gebied bestaat uit draslanden en is gelegen aan de monding van de Guadalquivirrivier. De gemeenten Isla Mayor, Los Palacios y Villafranca, La Puebla del Río, Utrera, Las Cabezas de San Juan  en Lebrija grenzen aan het gebied.

## Geschiedenis
Ongeveer twintig eeuwen geleden was dit gebied een grote lagune en een estuarium, bekend als het Lacus Ligustinus in het Latijn, aan de monding van de Guadalquivir en met zandbanken in het zuiden in het kustgebied. Door zandafzetting vulde het meer zich geleidelijk en veranderde dit in het huidige moerasgebied.
Bij koninklijk decreet werd door koning Ferdinand VII van Spanje in 1829 het markizaat Marquesado de las Marismas del Guadalquivir opgericht.
Tegenwoordig is landbouw de belangrijkste activiteit in het gebied met voornamelijk de rijstteelt op een oppervlakte van circa 400 km². Met een jaarlijkse opbrengst van 310.000 ton staat dit voor ongeveer 40% van de totale Spaanse rijstproductie.
Het gebied is een belangrijke buffer tussen de woongebieden en het Nationaal park Doñana, een door UNESCO beschermd natuurgebied.